# 九龍巴士213X線
九龍巴士213X線是香港九龍市區的一條日間循環巴士路線，循環來往安泰（南）及尖沙咀，途經安達邨、秀茂坪（寶達邨、秀茂坪道）、樂華邨、九龍灣（啟祥道）、啟德隧道及東九龍走廊後，於尖沙咀及佐敦取道漆咸道南、梳士巴利道、彌敦道及加士居道折返九龍灣。本線為13X的輔助特快班次，相比之下，此路線全日不經秀茂坪商場、曉光街、聯合醫院、啟業邨及麗晶花園，亦全日不停漆咸道北近曲街之分站。
九龍巴士N213線是香港九龍市區的一條深宵巴士路線，由尖沙咀東（麼地道）單向往安泰（西），途經油麻地、旺角、九龍城、新蒲崗、啟晴邨、啟業邨、樂華邨、秀茂坪邨、寶達邨及安達邨。

## 歷史
- 2015年1月8日：運輸署向觀塘區議會交通及運輸委員會發表《安達臣道公共房屋發展計劃公共運輸服務的建議安排》，建議開辦6條全新路線，其中4條擬以公開招標決定營辦公司。此外，運輸署建議九巴開辦一條13X支線，由安達臣道發展區開出，經秀茂坪道、啟祥道，特快直達尖沙咀，路線編號名為213X[1]。當局預計乘搭本線來往寶達邨、秀茂坪、樂華邨至尖沙咀較乘搭13X線快捷，有望舒緩秀明道及曉光街一帶居民乘搭13X線出現登車困難的問題。
- 2016年7月30日：本線投入服務[2][3]。
- 2017年5月27日：延遲尾班車開出時間，並於來回程增設寧波第二中學分站[4]。
- 2017年8月13日：配合安泰邨入伙，本線延伸至安泰南。往尖沙咀方向增設安秀道「安泰邨」及「愛達樓」站；往安泰方向增設安秀道「愛達樓」及「錦泰樓」站，不經安達總站。[5][6]
- 2018年9月3日：增設一班早上特別班次，由安泰（南）經安達、寶達、觀塘繞道返回原有路線往尖沙咀。[7]

在《2019-2020年度巴士路線計劃》中，運輸署建議開辦一條全新深宵路線，編號為N213，在星期一至五（公眾假期除外）00:30及01:00，由尖沙咀東（麼地道）開往安泰（西），以便乘客在深宵時段，由油尖旺區返回啟德、樂華邨、秀茂坪及安達臣道發展區，此路線原預計在2019年第三季開辦。不過，N213線最終延至同年第四季才開辦，亦改為每日服務，而非只在星期一至五服務。
- 2019年11月4日：N213線開辦。[9][10]
- 2024年3月19日：N213線取消彌敦道「文明里」站，增停彌敦道「碧街」、亞皆老街「嘉道理道」、「醫院管理局」、「播道醫院」及協調道「東九龍總區警察總部」站。[11]

## 服務時間及班次
213X
| 安泰南開         | 安泰南開    | 安泰南開     |
| 日期             | 服務時間    | 班次（分鐘） |
| ---------------- | ----------- | ------------ |
| 星期一至五       | 06:10-07:30 | 20           |
| 星期一至五       | 07:30-08:30 | 12           |
| 星期一至五       | 08:30-22:30 | 20           |
| 星期一至五       | 22:30-23:00 | 30           |
| 星期六           | 06:30-22:30 | 20           |
| 星期六           | 22:30-23:00 | 30           |
| 星期日及公眾假期 | 06:30-22:30 | 20-25        |
| 星期日及公眾假期 | 22:30-23:00 | 30           |

213X特別班次（安泰（南）開，途經安達邨後改經將軍澳道、觀塘繞道及啟福道後返回正常班次路線）
- 星期一至五：07:48

星期六、日及公眾假期不設服務
N213
- 每日尖沙咀東（麼地道）開：00:30、01:00

## 收費
| 路線 | 全程收費 | 分段收費 |
| ---- | -------- | --- |
| 213X | $9.4     | - 秀茂坪邨秀程樓往尖沙咀：$8.3 (不適用於特別班次) - 香港理工大學往安泰（南）：$9.4（還原為全程收費） - 過啟德隧道後往安泰（南）：$6.4 |
| N213 | $14.8    | - 富豪東方酒店往安泰（西）︰$9.4 |

| - 本線設有12歲以下小童及65歲或以上長者半價優惠。 - 65歲或以上香港居民使用「樂悠咭」，以及12歲以下合資格殘疾兒童使用「殘疾人士身份」個人八達通繳付車資，均可享有每程$2.0或半價（以較低者為準）的票價優惠；12至64歲合資格殘疾人士使用「殘疾人士身份」個人八達通（包括「樂悠咭」），以及60至64歲香港居民使用「樂悠咭」繳付車資，均可享有每程$2.0或全費（以較低者為準）的票價優惠。 - 65歲或以上長者如使用長者或一般個人八達通繳付車資，則只可享有半價優惠；12至64歲合資格殘疾人士如不使用「殘疾人士身份」個人八達通，以及60至64歲人士如不使用「樂悠咭」繳付車資，必須繳付全費。 - 乘客可以現金或八達通於上車時付款，不設找續。 - 每位成人乘客可免費攜帶最多兩名4歲以下而不佔座位的兒童乘客乘車，超額之4歲以下小童必須繳付小童車費乘車。 - 持有「九巴月票」之乘客在車票有效期內，每日可享最多10程任何九龍巴士及龍運巴士路線（包括本路線，以及聯營路線的九龍巴士／龍運巴士提供的班次；惟乘搭機場「A」及「NA」線則可享原價二七折優惠（不會計算每天10次合資格車程））；而B1線則每日可享最多各2程（不會計算每天10次合資格車程）。 - 九龍巴士、城巴、龍運巴士及陽光巴士全職員工及家屬（不包括外判職員）可免費乘搭本路線，惟必須拍職員或職員家屬八達通。 - 乘客亦可透過多元化電子支付系統（e度嘟）繳付車資，包括使用非接觸式VISA卡、JCB卡、萬事達卡、銀聯卡、美國運通、大來國際、Discover Card、Apple Pay、Google Pay、Samsung Pay、AlipayHK「易乘碼」、支付寶、WeChatHK／微信支付「搭車碼」、銀聯雲閃付「乘車碼」及BOC Pay「乘車碼」。乘客使用此付款方式，使用此支付方式的乘客可享有中途下車之分段收費，以及與其他九巴／龍運獨營路線或聯營線九巴／龍運班次之轉乘優惠，惟不適用於與非九巴／龍運路線之轉乘優惠，亦不能享有「公共交通費用補貼計劃」及「長者及合資格殘疾人士公共交通票價優惠計劃」。 |

## 使用車輛
本線為13X線的輔助線，並由主線抽調7輛車輛行走（字軌編號為13X-10、11、12、13、20、21、S04），用車包括4輛亞歷山大丹尼士Enviro 500 MMC 12米（ATENU）及19輛富豪B9TL 12米（AVBWU）雙層空調巴士，均屬九龍灣車廠及將軍澳車廠。
| 車隊編號 | 車牌   |
| -------- | ------ |
| ATENU329 | SW7775 |
| AVBWU367 | SZ5712 |
| ATENU366 | TC4981 |
| AVBWU408 | TJ5147 |
| ATENU697 | TR 614 |
| ATENU897 | TX5243 |
| AVBWU489 | UR7523 |
| AVBWU598 | UX9827 |
| AVBWU601 | UX9762 |
| AVBWU674 | VC2669 |
| AVBWU694 | VC6580 |
| AVBWU703 | VD1861 |
| AVBWU707 | VD3658 |
| AVBWU708 | VD3817 |
| AVBWU744 | VE8605 |
| AVBWU745 | VE9182 |
| AVBWU746 | VE9182 |
| AVBWU747 | VE9248 |
| AVBWU750 | VF 718 |
| AVBWU753 | VF2090 |
| AVBWU784 | VJ2430 |
| AVBWU795 | VN8850 |
| AVBWU796 | VP321  |

## 行車路線
213X
安泰南開經：安茵街、安秀道、寶琳路、秀茂坪道、協和街、康寧道、振華道、牛頭角巴士總站、佐敦谷北道、牛頭角道、啟祥道、啟德隧道、東九龍走廊、漆咸道北、漆咸道南、梳士巴利道、彌敦道、加士居道、漆咸道南、漆咸道北、東九龍走廊、啟德隧道、啟祥道、牛頭角道、振華道、康寧道、協和街、秀茂坪道、寶琳路、安秀道、安翠街、安秀道及安茵街。
- 213X早上特別班次依原線至秀茂坪道後，經將軍澳道、觀塘繞道、啟福道，然後返回啟德隧道常規班次原線。

N213
尖沙咀東（麼地道）開經：麼地道、漆咸道南、梳士巴利道、彌敦道、亞皆老街、新填地街、旺角道、西洋菜南街、亞皆老街、太子道西、太子道東、四美街、六合街、七寶街、啟新道、協調道（西行）、迴旋處、協調道（東行）、承啟道、沐虹街、沐翠街、宏照道、啟祥道、牛頭角道、振華道、康寧道、協和街、秀茂坪道、秀明道、曉光街、秀茂坪道、寶琳路、安秀道、安翠街、安秀道及安茵街。

### 沿線車站

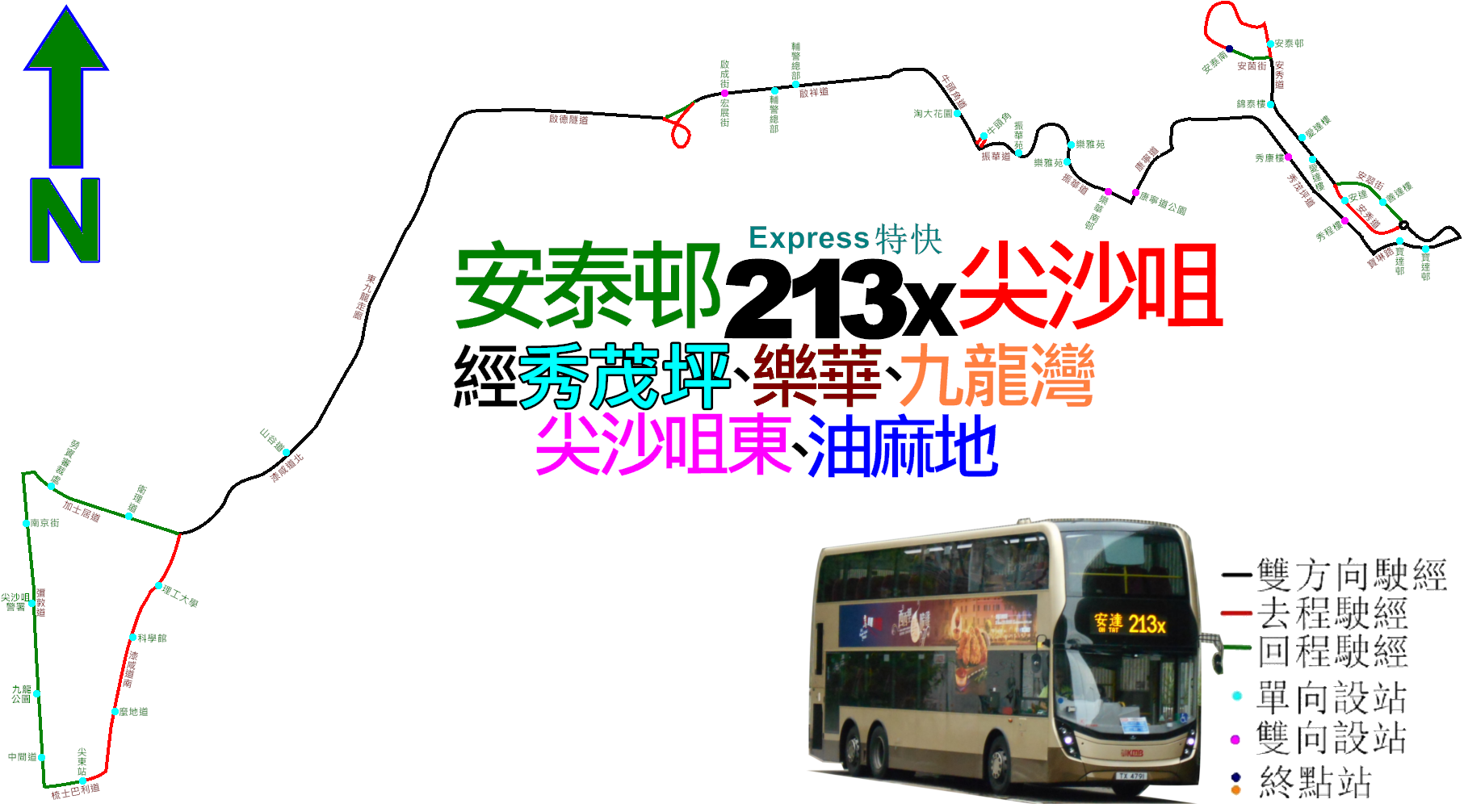
213X線的走線圖

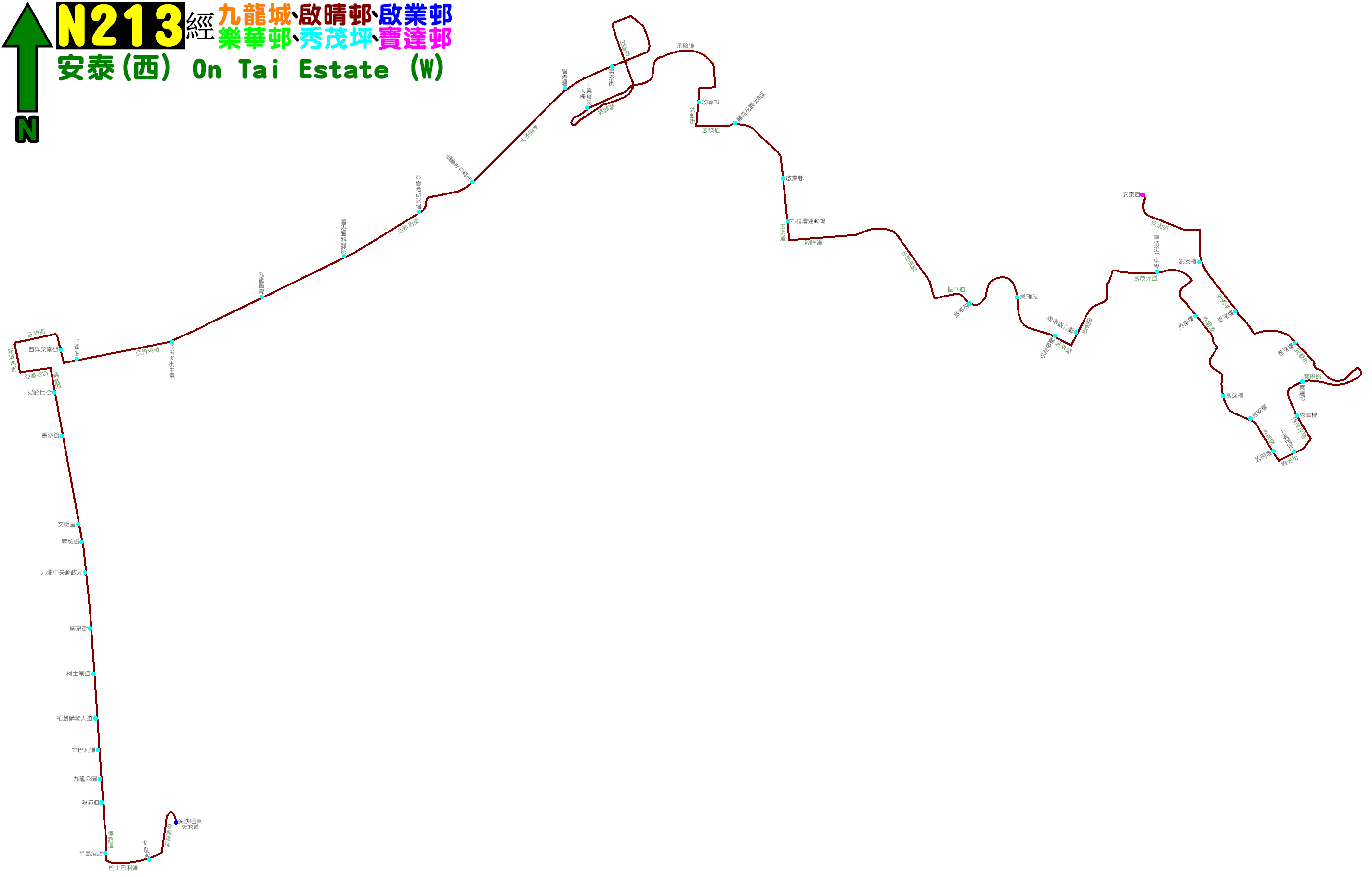
N213線的走線圖

213X
| 1                              | 安泰（南）（恆泰樓）         | 安茵街         |
| 2                              | 安泰邨                       | 安秀道         |
| 3                              | 安達邨愛達樓                 | 安秀道         |
| 4                              | 安達邨                       | 安秀道         |
| 5*                             | 寶達邨轉車站（H2）           | 寶琳路         |
| 6*                             | 秀茂坪邨秀程樓               | 秀茂坪道       |
| 7*                             | 秀茂坪邨秀康樓               | 秀茂坪道       |
| 8*                             | 寧波第二中學                 | 秀茂坪道       |
| 9*                             | 康寧道公園                   | 康寧道         |
| 10*                            | 樂華南邨                     | 振華道         |
| 11*                            | 樂雅苑                       | 振華道         |
| 12*                            | 牛頭角巴士總站               | 牛頭角巴士總站 |
| 13*                            | 淘大花園                     | 牛頭角道       |
| 14*                            | 香港輔助警察隊總部           | 啟祥道         |
| 15*                            | 啟德隧道轉車站－宏展街（M1） | 啟祥道         |
| #                              | 啟德隧道轉車站－啟福道（L1） | 啟福道         |
| 啟德隧道、東九龍走廊、漆咸道北 |                              |                |
| 16                             | 香港理工大學                 | 漆咸道南       |
| 17                             | 香港科學館                   | 漆咸道南       |
| 18                             | 麼地道                       | 漆咸道南       |
| 19                             | 尖東站                       | 梳士巴利道     |
| 20                             | 尖沙咀轉車站－中間道（N2）   | 彌敦道         |
| 21                             | 九龍清真寺（N7）             | 彌敦道         |
| 22                             | 尖沙咀警署（N14）            | 彌敦道         |
| 23                             | 南京街（N24）                | 彌敦道         |
| 24                             | 勞資審裁處                   | 加士居道       |
| 25                             | 衛理道                       | 加士居道       |
| 26                             | 山谷道                       | 漆咸道北       |
| 東九龍走廊、啟德隧道           |                              |                |
| 27                             | 啟德隧道轉車站－啟成街（N1） | 啟祥道         |
| 28                             | 香港輔助警察隊總部           | 啟祥道         |
| 29                             | 振華苑                       | 振華道         |
| 30                             | 樂雅苑                       | 振華道         |
| 31                             | 樂華南邨                     | 振華道         |
| 32                             | 康寧道公園                   | 康寧道         |
| 33                             | 寧波第二中學                 | 秀茂坪道       |
| 34                             | 秀茂坪邨秀康樓               | 秀茂坪道       |
| 35                             | 秀茂坪邨秀程樓               | 秀茂坪道       |
| 36                             | 寶達邨轉車站（N2）           | 寶琳路         |
| 37                             | 安達邨善達樓                 | 安翠街         |
| 38                             | 安達邨愛達樓                 | 安秀道         |
| 39                             | 安泰邨錦泰樓                 | 安秀道         |
| 40                             | 安泰（南）（恆泰樓）         | 安茵街         |

- 早上特別班次不停有*號之車站，改停有#號之車站。

N213
| 1      | 尖沙咀東（麼地道）巴士總站       | 尖沙咀東（麼地道）公共交通交匯處 |
| 2      | 尖東站                           | 梳士巴利道                       |
| 3      | 尖沙咀轉車站－半島酒店（N1）     | 彌敦道                           |
| 4      | 尖沙咀轉車站－海防道 （N4）      | 彌敦道                           |
| 5      | 九龍清真寺（N9）                 | 彌敦道                           |
| 6      | 金巴利道（N11）                  | 彌敦道                           |
| 7      | 栢麗購物大道（N13）              | 彌敦道                           |
| 8      | 柯士甸道（N17）                  | 彌敦道                           |
| 9      | 南京街（N24）                    | 彌敦道                           |
| 10     | 九龍中央郵政局（N31）            | 彌敦道                           |
| 11     | 碧街（N49）                      | 彌敦道                           |
| 12     | 文明里（N43）                    | 彌敦道                           |
| 13     | 長沙街（N53）                    | 彌敦道                           |
| 14     | 奶路臣街（N62）                  | 彌敦道                           |
| 15     | 西洋菜南街                       | 西洋菜南街                       |
| 16     | 旺角站                           | 亞皆老街                         |
| 17     | 嘉道理道                         | 亞皆老街                         |
| 18     | 亞皆老街中電                     | 亞皆老街                         |
| 19     | 九龍醫院                         | 亞皆老街                         |
| 20     | 醫院管理局                       | 亞皆老街                         |
| 21     | 香港眼科醫院                     | 亞皆老街                         |
| 22     | 播道醫院                         | 亞皆老街                         |
| 23     | 亞皆老街球場                     | 亞皆老街                         |
| 24     | 九龍城轉車站－富豪東方酒店（A4） | 太子道東                         |
| 25     | 譽·港灣                          | 太子道東                         |
| 26     | 景泰街                           | 太子道東                         |
| 啟新道 |                                  |                                  |
| 27     | 工業貿易大樓                     | 協調道                           |
| 28     | 東九龍總區警察總部               | 協調道                           |
| 29     | 啟德（啟晴邨）                   | 沐虹街                           |
| 30     | 麗晶花園第8座                    | 宏照道                           |
| 31     | 啟業邨                           | 宏照道                           |
| 32     | 九龍灣運動場                     | 宏照道                           |
| 33     | 振華苑                           | 振華道                           |
| 34     | 樂雅苑                           | 振華道                           |
| 35     | 樂華南邨                         | 振華道                           |
| 36     | 康寧道公園                       | 康寧道                           |
| 37     | 寧波第二中學                     | 秀茂坪道                         |
| 38     | 秀茂坪邨秀樂樓                   | 秀明道                           |
| 39     | 秀茂坪邨秀逸樓                   | 秀明道                           |
| 40     | 秀茂坪邨秀安樓                   | 秀明道                           |
| 41     | 秀茂坪邨秀明樓                   | 秀明道                           |
| 42     | 上秀茂坪                         | 曉光街                           |
| 43     | 秀茂坪邨秀暉樓                   | 秀茂坪道                         |
| 44     | 寶達邨轉車站（N2）               | 寶琳路                           |
| 45     | 安達邨善達樓                     | 安翠街                           |
| 46     | 安達邨愛達樓                     | 安秀道                           |
| 47     | 安泰邨錦泰樓                     | 安秀道                           |
| 48     | 安泰（西）（和泰樓）             | 安茵街                           |

## 使用情況
213X西行較13X更快到達尖東，因此客量不俗，早上繁忙時間往尖沙咀方向經常頂閘。惟兩線於樂華邨一帶經常互相拖卡（以非繁更甚），加上班次疏落，亦受塞車影響班次。